# Henri Mouillefarine
Henri Mouillefarine (né le 1er août 1910 à Montrouge et mort le 21 juillet 1994 à Clamart) est un coureur cycliste français des années 1930. Il est inhumé à Paris XIVe (au cimetière de Montrouge).

## Palmarès
- 1928
  - 2e du championnat de France sur route amateurs
- 1930
  - 2e de Paris-Dieppe
- 1931
  - 2e de Paris-Dieppe
- 1932
  -  Médaillé d'argent de la poursuite par équipes aux Jeux olympiques
  - 5e en route par équipes aux Jeux olympiques